# Scuderia Milano
Die Scuderia Automobilistica Milano, lombardisch Scuderia Automobilistica Milan, war ein italienisches Automobil-Rennteam der 1950er Jahre.

## Renngeschichte
1949, kurz nach dem Zweiten Weltkrieg, waren moderne Rennfahrzeuge bei Autorennen noch rar und die Starterfelder klein. Die Organisatoren des italienischen Grand Prix 1949 sicherten allen Wettbewerbern, die zwei Fahrzeuge an den Start brachten, einen Extrabonus zu. Die Brüder Ruggeri – sie leiteten die Scuderia Milano –  brachten daher zwei Maserati 4 CLT/48 an den Start und meldeten die Fahrzeuge unter der Typenbezeichnung Milano. Der Radstand der beiden Grand-Prix-Wagen wurde verkürzt und die Karosserie daran angepasst. Mario Speluzzi, ein Spezialist für Schiffsmotoren, bekam den Auftrag, dem Motor 30 PS mehr zu entlocken.
Beide, nunmehr als Milano-Speluzzi bezeichneten Fahrzeuge, nahmen am Rennen teil und sorgten für die Extraprämie. Am Volant waren die beiden Top-Piloten Giuseppe Farina und Piero Taruffi. Nur die Werks-Ferrari von Alberto Ascari und Luigi Villoresi waren im Training schneller. Im Rennen gab Farina nach 18 Runden mit dem Argument, er könne mit den Ferrari nicht mithalten, einfach auf. Taruffi wurde immerhin Dritter. Die Brüder Ruggeri wollten 1950 groß in den Grand-Prix-Sport einsteigen und entwarfen ein neues Fahrzeug. Es sollten zwei Boliden entstehen. Beide Wagen hatten einen Rohrrahmen mit Dreiecksquerlenkern und Drehstäben vorne, der eine jedoch eine De-Dion-Hinterachse mit Querfederblatt, der zweite eine Hinterachse mit doppeltem Längslenker. Die geringen Ressourcen der Scuderia und die ungewöhnliche Idee, zwei unterschiedliche Chassis zu bauen, verzögerten die Fertigstellung beträchtlich. Schlussendlich wurde nur die De-Dion-Variante fertig. 
In der Zwischenzeit setzte die Scuderia die Maserati weiter als Milano ein. Felice Bonetto sah man damit 1950 beim Großen Preis der Schweiz und beim Großen Preis von Frankreich. In der Schweiz wurde er Sechster, in Frankreich schied er aus. Der De-Dion-Milano hatte sein Debüt beim Großen Preis der Nationen, gefahren 1950 auf des Circuit des Nations in Genf (das Rennen zählte nicht zur Weltmeisterschaft). Am Steuer saß Gianfranco Comotti. Er fiel nach acht Runden aus, während Bonetto im Milano-Maserati Achter wurde. 
Für das Freiburger-Bergrennen 1950 konnte die Scuderia den deutschen Paul Pietsch verpflichten. Pietsch wollte aber nicht den De-Dion-Milano fahren und saß beim Rennen daher im Milano-Maserati von 1949. Er siegte mit Bestzeit. Die Unklarheit, welches Wagenkonzept nun zu verfolgen sei, war neben den letztlich fehlenden Geldmitteln auch ein Grund für das Ende der Scuderia.
Die Brüder Ruggeri setzten zwar weiterhin auf den Neubau, mussten aber beim Großen Preis von Pescara 1950 die Grenzen ihres Tuns erkennen. Der Wagen litt schlicht an fehlender Leistung. Bonetto erreichte auf der Geraden zwar eine Höchstgeschwindigkeit von 244,5 km/h, war damit aber um fast 50 km/h langsamer als der schnellste Alfa Romeo, gefahren von Juan Manuel Fangio. Beim Großen Preis von Italien war die Scuderia mit Comotti und dem De-Dion-Wagen noch einmal am Start. Speluzzi konstruierte für das Rennen Zylinderköpfe mit jeweils zwei Kerzen, um die Leistung zu erhöhen. Der Motor, der nun angeblich 320 PS hatte, wurde den Ansprüchen nicht gerecht. Comotti schied in der 16. Runde mit Motorschaden aus und die Scuderia stellte den Rennbetrieb ein. Das zweite, nie eingesetzte Fahrgestell wurde später verkauft und diente als Basis für den Arzani-Volpini-Wagen von 1955.